# William Schiøpffe
William Schiøpffe (* 6. Februar 1926 in Bangkok; † 2. Januar 1981 in Kopenhagen) war ein dänischer Jazzmusiker (Schlagzeug).

## Leben und Wirken
Schiøpffe wuchs als Kind in Malaysien auf, wo sein Vater eine Gummiplantage leitete. Ab 1934 wuchs er wegen seiner Schulausbildung in Dänemark auf, wo er sich mit Max Brüel befreundete, der aus einem künstlerisch interessierten Zuhause stammte. Dort lernte er den Jazz kennen und besuchte von früh auf Konzerte von Leo Mathisen und anderen Jazzgrößen der Zeit. Da er Schlagzeuger werden wollte, erhielt er entsprechenden Unterricht.
Schiøpffe wurde nach der Befreiung Dänemarks von der deutschen Besatzung 1945 professioneller Musiker. Von 1947 bis 1953 gehörte er zu den Harlem Kiddies. Auf ihren Tourneen in Schweden kam es zur Begegnung mit Arne Domnérus. Später spielte er in Schweden Modern Jazz mit Lars Gullin, Rolf Billberg, Lars Johansson, Harry Arnold, Georg Riedel, Monica Zetterlund und in Dänemark mit Max Brüel, Jørgen Ryg, Bent Schjærff und Erik Moseholm. 1957 wurde er zum dänischen Jazzmusiker des Jahres gewählt; als Solist spielte er die Single Drum Colours ein.
Mit Domnérus, Zetterlund, Dusko Goykovich, Albert Mangelsdorff, Hans Koller, Ronnie Ross, Tete Montoliu, Martial Solal, Franco Cerri und Erik Amundsen gehörte er 1961 zu den European All Stars (Album für Telefunken). In den 1960er Jahren trat er im Jazzhus Montmartre mit Größen wie Bud Powell, Stan Getz, Brew Moore und Lucky Thompson auf; es kam in diesen Konstellationen auch zu Aufnahmen. 1962 legte er mit Bent Axen und Erik Moseholm Gris på Gaflen vor. Weiterhin war er Mitglied von Erik Moseholms Trio, dem Jazzkvintet 58/60, der Radiojazz-Gruppe und der DR Big Band. Krankheitsbedingt musste er gegen Ende der 1960er Jahre seine Tätigkeit als Musiker einschränken und schließlich das Schlagzeugspiel ganz einstellen. Tom Lord listet 120 Aufnahmesitzungen zwischen 1951 und 1969, zuletzt mit Jan Johansson, Svend Asmussen und Stephane Grappelli.